# Église Saint-Blaise de Pierle
Pour les articles homonymes, voir San Biagio.
L'église Saint-Blaise (italien : chiesa di San Biagio) est un édifice religieux catholique à Pierle, frazione de Cortone, une ville située dans la province d'Arezzo en Toscane, en Italie.

## Historique
La construction de l'édifice original date du XIe siècle mais l'église a été reconstruite en 1505 et restaurée au  XVIIe et XVIIIe siècles.

## Description

### Extérieur
L'édifice est à nef unique avec une abside et un clocher en clocher-mur.

### Intérieur
Presence de fresques et toiles de maîtres anonymes de différentes époques à thèmes sacrés.

## Œuvres
- Fresques, peintres anonymes, époques diverses ;
- Toiles à thèmes sacrés, peintres anonymes, époques diverses ;

## Sources
- Voir liens externes